# Olof Sahlin (ingenjör)
Karl Olof Sahlin, född 11 mars 1892 i Uppsala, död 26 mars 1981 i Vallentuna församling, var en svensk ingenjör.
Olof Sahlin var son till Enar Sahlin. Efter studentexamen i Stockholm 1911 studerade han vid Tekniska högskolan 1912-1916, där han avlade bergsingenjörsexamen. Därefter var han anställd hos International Construction Co. i London 1916–1918, hos AB Porjus smältverk 1918–1923, for sedan på nytt utomlands och arbetade i Storbritannien, Tyskland och Belgien samt blev chef för The Mysore Ironworks i Indien 1925. 1926 lämnade han befattningen för att bli disponent vid Björneborgs järnverks AB, Värmlands Björneborg, var 1938–1940 teknisk direktör hos A. Johnson & co. samt var från 1940 VD för AB Motala verkstad samt styrelseledamot i Svensk entreprenad AB.